# De la conquête
Pour plus de détails, voir Fiche technique et Distribution.
De la conquête est un film documentaire français réalisé par Franssou Prenant et sorti en 2022. Il traite de la conquête de l'Algérie par la France.

## Synopsis
La bande son de ce film documentaire fait entendre des textes et déclarations de personnages français qui ont commenté ou justifié l’invasion de l'Algérie de 1830 à 1848.
Les images sont uniquement documentaires, d'actualité, de dates variables non précisées (1960 à 2000), montrant des scènes de la vie quotidienne, surtout dans la casbah d'Alger, mais aussi de marché, et de fantasia, sans aucun lien explicite avec les textes sinon de présenter un monde réel près de deux cents ans plus tard.

## Fiche technique
- Titre : De la conquête
- Réalisation : Franssou Prenant
- Scénario, photographie, son et montage : Franssou Prenant
- Mixage : Myriam René
- Production : La Traverse
- Pays d'origine :  France
- Durée : 75 minutes
- Dates de sortie : 
  - France : juillet 2022 (première mondiale au FIDMarseille)[2]
  - France : 11 octobre 2023 (sortie nationale)

## Sélections
- Festival international de cinéma de Marseille 2022
- États généraux du film documentaire (Lussas) 2022
- Doclisboa 2022
- Cinéma du réel 2023